# ماركوس هندرسون كرويشانك
ماركوس هندرسون كرويشانك هو محامي وسياسي أمريكي، ولد في 12 ديسمبر 1826 في مقاطعة أوتوغا في الولايات المتحدة، وتوفي في 10 أكتوبر 1881.